# チャンスボール
チャンスボール（Chance Ball）とは、球技の試合中において、緩く上がったり、打ちやすく自分にとって有利なボールのこと。チャンスやチャンボと略されることがある。
有利でチャンスであるから決めるべきところではあるが、逆に緊張してミスをしてしまう人も少なくない。強打のラリーが続くプレー中での緩い球は、軟攻・フェイント行為と同様、そのタイミングや両プレイヤーの位置関係次第では、リズムを崩す特徴も持つ。卓球においては、強打に対する応じ技が多彩にあり、また、予期せず浮いた球は双方のプレイヤーの意図しない回転かかり得る難しいボールでもあり、浮いた球を強打できる状況は「チャンスではない」との見解もある。

## 浮き球
テニスやソフトテニスにおいては、打ち損ないが原因などでふわっと上がった、スピードが遅い打球を「浮き球」と呼ぶ場合がある。
一方、（ネットを挟んだ競技ではない）サッカーにおける「浮き球」は、味方へ出すパスの一種「ロブパス」を指すことが多い。主に、パスを受ける側はクッションコントロールでトラップする。
ボレーが認められている球技では、ボレーを決められる場合がある。
卓球においては冒頭で述べたほか、カット主戦型の選手はカット打法（バックスピン）を多用する戦法を採り、主に守備範囲を広くとった「後陣」に構える。この打法のため、そもそもこの戦法では、ほとんどの球の速度や飛跡自体は比較的緩やかなものである。ミドルへの打球の対処こそ難しいが、松下浩二のように、攻撃型の選手と十分に渡り合える戦法として成立している。同じくカット主戦型の高島規郎も、（自身の戦法のものも含めて）守備的打法による浮いた球は、さしたるチャンスでないと述べている。

## チャンスボール回避

### バックスピン
強打もコース打ちも不可能な状況において、相手に安易にチャンスボールを与えない手段として、バックスピンをかけて低い軌道で返球することがある。相手が強打しづらく、普通に打つよりも滞空時間があり時間を稼げるというメリットもある。テニスにおいてはスライスショットがあり、バックハンドだけでなくフォアハンドでも用いる選手もいる。
卓球においては浮き球の節で述べたように、バックスピンの多用は常用される戦法のひとつと化している。

### ロブ
例えば、テニスやバドミントンのロブのような著しく高い返球に対しては、タイミングを合わせづらい場合がある。上を向くと太陽光や照明光が視界に入る可能性もある。この際、相手にとっては守備態勢を整える時間も若干与えられているが、そうなる前に少しでも早く攻撃しておかなければという心理が働き、焦ってしまう弊害も考えられる。
卓球においては、カット打法（バックスピン）の他に、強打に対してロビング（ロブ）やフィッシュといった、後退して比較的高く打球を上げる対処法が確立している。強打できた時点で攻め手が優位でこそあるが、守勢側は粘り強くラリーを続けられるほか、カウンターで反撃することさえ可能である。

## バレーボール
チャンスボールの処理は守備要員であるリベロが率先して行う場合もある（他の選手が速やかに攻撃態勢に入れるように）。ただし、フロントゾーンでリベロがオーバーハンドパスで上げた球を直接、ネットよりも高い位置からアタックすると反則になる。
なお、味方陣地でパスを回すことも可能なバレーボールにおいては「ダイレクト・アタック」「二段攻撃」「三段攻撃」の選択肢があるため、チャンスボールに対して、その選択を迷う場合もある。
また、アンダーハンドパス・オーバーハンドパスのどちらで受けるかの判断も一つの要素だったが、1995年から、第1球目の接触時のみに関してはダブルコンタクト（旧称：ドリブル）の反則をとらないという改正ルールが導入され、状況が一変した。それは、サーブレシーブに関しても同様である。

### チャンスサーブ
従来のルールではアンダーハンドで取らざるをえなかった変化球フローターサーブを、あっさりオーバーハンドで受ける選手も増えた。これにより、意図せずも昔でいう安全サーブのような結果になってしまったものに対し、チャンスサーブと呼ぶ例も出てきた。
変化はするものの安易にレシーブされてしまった山なりのサーブや、威力があってもサーブレシーブが得意な選手（リベロなど）やその日調子が良い選手の真正面に打ってしまったサーブが、それに該当する。